# Alice N' Chains
Alice N' Chains (укр. Аліса і Ланцюги)  — американський глем-метал-гурт з Сіетла, штат Вашингтон, утворений у 1986 році колишніми учасниками Sleze. Наприкінці їхнього існування як Sleze виникли дискусії про зміну назви на Alice in Chains. Однак через занепокоєння щодо посилання на жіноче рабство, гурт зрештою вирішив писати її як Alice N' Chains. Вони виступали під цим ім'ям близько 12 місяців і записали два демо-записи, перш ніж розпалися на дружніх умовах у 1987 році. Один з учасників гурту, Лейн Стейлі, зрештою приєднався до іншого гурту, який взяв ім'я Alice in Chains і став відомим під ним.

## Історія
Вокаліст Лейн Стейлі, гітарист Нік Поллок, басист Джонні Баколас і барабанщик Джеймс Берґстром почали виступати в останньому складі Sleze у 1986 році, коли засновник гурту Баколас повернувся після нетривалої участі в іншій групі під назвою Ascendant і вперше зайняв місце басиста; спочатку він грав на гітарі. Після його повернення, за словами Баколаса, гурт почав обговорювати зміну назви на Alice in Chains через розмову з Рассом Клаттом, вокалістом Slaughterhouse Five:
Ми говорили про різні концепції перепусток за лаштунки. На ній могло б бути написано, наприклад, «Sleze: The Welcome to Wonderland Tour (укр. Ласкаво просимо до країни чудес)». Зрештою, це перетворилося на дискусію - ми говорили про зміну назви гурту. І ми говорили: «Аліса в країні чудес? Як щодо цього, а може щодо цього? Може... Аліса у кайданах»? Ми могли б одягнути її у кайдани! Мені сподобалось як звучить "Аліса в Кайданах" - пам'ятаю, я повернувся на наступну репетицію гурту і сказав про це хлопцям. Проблема полягала у відсиланні до кабали, на що наші батьки не погоджувалися. Мама Лейна була дуже затятою християнкою. Тож ми змінили назву на Alice 'N Chains, що зробило її більш схожою на Аліса і Ланцюги..
Однак мати Стейлі, Ненсі МакКаллум, сказала, що спочатку не схвалювала цього:
У мене було почуття гумору щодо назви Sleze. Але коли Лейн прийшов додому і сказав, що вони змінюють назву на Alice 'N Chains, я не зраділа. Я сказала: «Любий, це жіноче рабство. Тобі не варто вибирати таку назву - вона відштовхне твою жіночу аудиторію. Я справді вважаю так». Він був непохитний, і я була непохитна. Вперше в житті я майже не розмовляла з ним близько двох тижнів, тому що я була стурбована, а також ображена. Як моя дитина могла обрати таке ім'я, як «Alice N' Chains»?.
Джонні Баколас заявив, що рішення використовувати в назві комбінацію апострофа N не має нічого спільного з лос-анджелеським гуртом Guns N' Roses. Зміна назви відбулася у 1986 році, за рік до того, як Guns N' Roses стали відомими завдяки своєму першому альбому Appetite for Destruction, який вийшов у липні 1987 року.
За словами Стейлі, причиною, чому вони обрали цю назву, було те, що вони хотіли жартома одягатися в дреґ і грати хеві-метал.
Гурт виступав у районі Сіетла, граючи кавери Slayer і Armored Saint.

## Дискографія
Alice N' Chains записали два демо-записи, відомі насамперед як «Demo No. 1» та «Demo No. 2»; обидва з 1987 року. Фізичні копії касет є надзвичайно рідкісними, оскільки було зроблено лише 100 копій «Demo No. 1», хоча бутлегові копії можна знайти в інтернеті на файлообмінниках та YouTube.
Пре-продакшн «Demo No. 1» почався, коли гурт ще називався Sleze і з іншим басистом Майком Мітчеллом, який, за словами продюсера Тіма Бранома, з'являється на треках Fat Girls і Over the Edge. Запис цих двох треків відбувався на студії London Bridge Studio за допомогою брата засновника гурту, інженера Ріка, та Раджа Парашара. Через кілька місяців Мітчелл покинув гурт, і Баколас знову приєднався до них як бас-гітарист. Вони додали ще одну пісню під назвою Lip Lock Rock до демо, перш ніж змінити назву на Alice N' Chains.

### Треклист Demo No.1
1. «Lip Lock Rock» – 4:24
2. «Fat Girls» – 3:39
3. «Over the Edge» – 2:44

### Треклист Demo No.2
1. «Sealed with a Kiss» – 2:49
2. «Ya Yeah Ya» – 3:11
3. «Glamorous Girls» – 2:48
4. «Don't Be Satisfied» – 3:27
5. «Hush, Hush» – 2:29
6. «Football» – 2:01

## Після Alice N' Chains
Невдовзі після розпаду Alice N' Chains Стейлі приєднався до іншої групи музикантів на чолі з гітаристом Джеррі Кантреллом, яка згодом отримала назву Alice in Chains. Цей гурт здобув міжнародну популярність як частина грандж-руху початку 1990-х, разом з іншими групами Сіетла, такими як Nirvana, Pearl Jam і Soundgarden. Стейлі також створив супергурт Mad Season разом з гітаристом Pearl Jam Майком МакКріді, барабанщиком Барретом Мартіном і басистом Джоном Бейкером Сондерсом з Screaming Trees.
Тим часом Поллок заснував гурт My Sister's Machine, взявши на себе переважно роль вокаліста та основниго автора текстів. Пізніше він співав у гурті Soulbender, в якому також грав гітарист Queensrÿche Майкл Вілтон.
Бергстром став одним із засновників гурту Second Coming, до якого згодом приєднався Баколас, який замінив Рона «Junkeye» Холта на бас-гітарі, а Стейлі взяв участь у записі їхнього дебютного альбому L.O.V.Evil. Гурт підписав контракт з лейблом Capitol Records у травні 1998 року і записав ще два студійні альбоми та один мініальбом, перш ніж розпався у 2008 році. Відтоді Баколас записував і випускав музику з гуртами The Crying Spell і Lotus Crush.